# Henry Campbell-Bannerman
Henry Campbell-Bannerman (ur. 7 września 1836 w Glasgow, zm. 22 kwietnia 1908 w Londynie) – brytyjski polityk, premier Wielkiej Brytanii w latach 1905–1908, a wcześniej dwukrotnie minister wojny. Po zdecydowanym zwycięstwie wyborczym w 1905 r. liberalny rząd Campbella-Bannermana wprowadził reformy ruchu związkowego i opieki społecznej, tworząc pierwszą ustawę emerytalną. Za jego rządów odnowiono też sojusz wojskowy z Rosją.

## Życiorys
Przyszyły premier urodził się w Kelvinside House w Glasgow jako Henry Campbell. Drugi człon nazwiska, Bannerman, przyjął w 1871 r. na żądanie swojego wuja. Był to warunek, aby Henry mógł odziedziczyć posiadłość wuja, Hunton Court w hrabstwie Kent. Henry był drugim synem i najmłodszym z sześciorga dzieci sir Jamesa Campbella i Janet Bannerman. Wykształcenie odebrał w High School of Glasgow (1851) oraz w Trinity College na Uniwersytecie Cambridge (1854-1858). Po ukończeniu studiów rozpoczął pracę w rodzinnej firmie J.& W. Campbell & Co.
W 1868 r. został wybrany do Izby Gmin jako reprezentant okręgu Stirling Burghs. Okręg ten reprezentował do końca swojej politycznej kariery. W listopadzie 1871 r. został finansowym sekretarzem w Ministerstwie Wojny. Pozostał na tym stanowisku do upadku liberalnego rządu Gladstone’a w 1874 r. Ponownie stanowisko to sprawował w latach 1880–1882 r. Następnie został parlamentarnym i finansowym sekretarzem przy Admiralicji. W latach 1884–1885 był Głównym Sekretarzem Irlandii.
W trzecim rządzie Gladstone (1886), czwartym rządzie Gladstone’a (1892-1894) i rządzie Rosebery’ego (1894-1895), Campbell-Bannerman sprawował stanowisko ministra wojny. W 1895 r. został kawalerem Krzyża Wielkiego Orderu Łaźni. W 1898 r. stanął na czele Partii Liberalnej. Po upadku konserwatywnego rządu Balfoura w 1905 r. Campbell-Bannerman stanął na czele nowego liberalnego gabinetu. Poprowadził również Partię Liberalną do zwycięstwa w wyborach parlamentarnych 1906 r.
Okres kiedy Campbell-Bannerman stał na czele rządu zaznaczył się wieloma reformami społecznymi. Wprowadzeno m.in. ustawę o emeryturach dla starców oraz o ubezpieczeniu dla robotników na wypadek choroby i bezrobocia. Zacieśniono również sojusz z Rosją (1907). W tym samym roku Campbell-Bannerman został Ojcem Izby, najdłużej zasiadającym w niej deputowanym. Wkrótce jednak stan zdrowia premiera pogorszył się i Campbell-Bannerman zrezygnował 3 kwietnia 1908 r. Pozostał jednak w rezydencji premiera przy 10 Downing Street i tam zmarł (jako jedyny premier w historii Wielkiej Brytanii) 22 kwietnia 1908 r.
Campbell-Bannerman został pochowany w Meigle Parish Church w Pethshire.

## Rodzina
13 września 1860 r. w kościele Wszystkich Świętych w Londynie poślubił Sarah Charlotte Bruce (1836 – 30 sierpnia 1906), córkę generała-majora sir Charlesa Bruce’a i Charlotte Forbes, córki Jamesa Forbesa. Małżonkowie nie mieli razem dzieci.